# 内藤やすお
内藤 やすお（ないとう やすお、1945年10月8日 - ）は、作詞家（JASRAC正会員）、演歌歌手。
日本相撲甚句会会員、新宿相撲甚句会会長、相撲甚句を楽しむ会主幹
血液型はB型。趣味は易学と尺八の演奏。

## 経歴
長年サラリーマンとして働いた後、還暦を迎えた2005年に歌手としての活動を開始した。同年10月、クラウンミュージックより「還暦音頭／湯の町湯河原夢の街」をリリース。2008年4月には、初のディナーショーを『ライブレストラン青山』で開催し、同年には株式会社ユーズミュージック・演歌会より「ちょいワルおやじのセレナーデ／ひたすら人生」をリリースした。このシングルは、2008年8月に日本インディーズ演歌・歌謡曲大賞の金賞を受賞している。
2009年3月には、南大塚ホールにて大学生の生バンドと共にリサイタルを開催。2010年3月には、2作目となる「そりゃないぜセニョリータ／男のとまり木」をリリース。
2012年1月、東日本大震災復興祈念アルバム「みちのく魂」に「ちょいワルおやじのセレナーデ」収録。
作詞家として、演歌歌手・奈奈美の楽曲「とことん酒場」の作詞を手がけている。

## ディスコグラフィ
- 還暦音頭／湯の町湯河原夢の街（2005年10月、クラウンミュージック）
- ちょいワルおやじのセレナーデ／ひたすら人生（2008年4月、ユーズミュージック・演歌会）
- そりゃないぜセニョリータ／男のとまり木（2010年3月、ユーズミュージック・演歌会）
- そりゃないぜセニョリータ番外編!!デュエットバージョン（2011年6月、ユーズミュージック・演歌会）
- 男のとまり木／ひたすら人生（2011年9月、ユーズミュージック・演歌会）
- 俺はみちのく色男／やまとなでしこ（2012年3月、ユーズミュージック・演歌会）
- 酒よ今夜も／セレブなおばちゃんボンジュール！（2014年3月、メディアネットワーク）
- ちょいワルおやじのセレナーデ／俺はみちのく色男（2015年7月、メロディレコーズ）
- 古来稀なり／日本全国お花見音頭（2015年10月、メロディレコーズ）
- 霊柩車行進曲／へのかっぱ（2016年12月、メディアネットワーク）
- 勝ち名乗り／隅田の風／恋の決まり手（2018年7月、メディアネットワーク）
- 大相撲 歌の桟敷席（2022年9月、メディアネットワーク）

## 提供作品
- 能登みれん　松原のぶえ
- 新橋駅裏路地の酒場／母の陽だまり　渡辺勝彦
- トコトン酒場　奈奈美
- 春酔い酒／古都ひとり　梅澤房子
- つよがり　千代美